# كليف هاتشيلينسا
كليف هاتشيلينسا (Clive Hachilensa) لاعب كرة قدم زامبي، من مواليد 17 سبتمبر 1979 في مازابوكا في زامبيا.
بدأ مسيرته الكروية مع نادي كابوي ووريرز في عام 2001، ولعب معهم حتى عام 2003، وفي عام 2004 انتقل إلى نادي غرين بوفالوز، وانتقل عام 2005 إلى نادي زيسكو يونايتد، وفي عام 2005 انتقل إلى نادي فري ستايت ستارز الجنوب أفريقي، ولعب معهم حتى عام 2007، ومنذ عام 2007 وهو يلعب مع نادي ماريهامن الفنلندي. كليف يلعب أيضاً ضمن تشكيلة منتخب زامبيا لكرة القدم.

## روابط خارجية
- كليف هاتشيلينسا على موقع قاعدة بيانات كرة القدم.إي يو (الإنجليزية)
- كليف هاتشيلينسا على موقع ناشيونال فوتبول تيمز (الإنجليزية)